# 乐业瘤果茶
乐业瘤果茶（学名：Camellia leyeensis）是山茶科山茶属的灌木植物。分布于中国大陆的广西等地，生长于海拔1,250米的地区，见于山顶。

## 特征
灌木形态，高约2米，嫩枝无毛。分布于中国西南部各省，生长于海拔1250米的林场山顶。